# Jakubovany (Sabinov)
Jakubovany (bis 1948 slowakisch „Jakuboviany“; deutsch Jakobsdorf, ungarisch Magyarjakabfalva) ist eine Gemeinde im Osten der Slowakei mit 959 Einwohnern (Stand 31. Dezember 2024). Sie gehört zum Okres Sabinov, einem Kreis des Prešovský kraj, sowie zur traditionellen Landschaft Šariš.

## Geographie

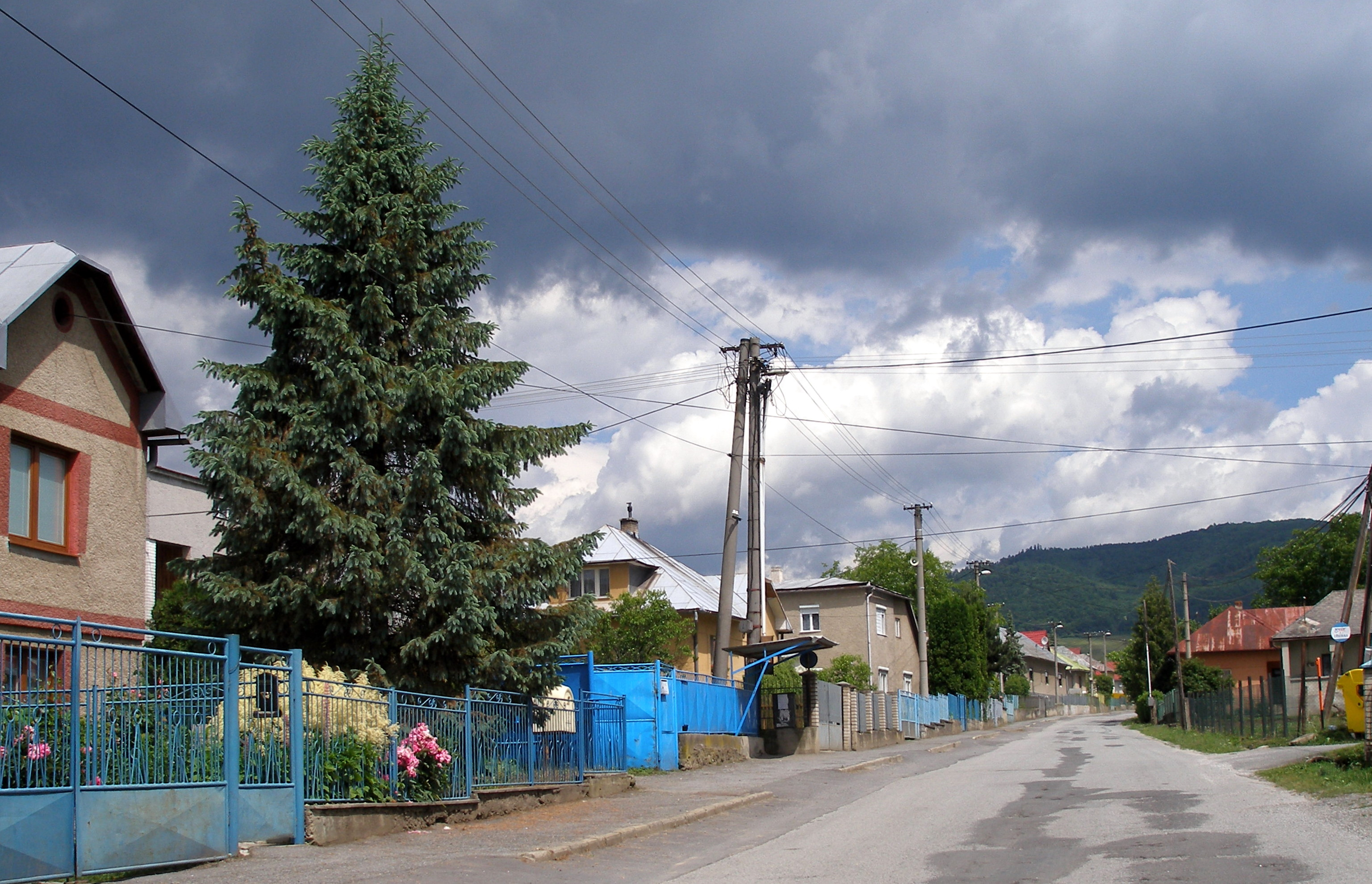
Hauptstraße von Jakubovany

Die Gemeinde befindet sich am Südhang des Gebirges Čergov im sogenannten Spiš-Šariš-Zwischengebirge (slowakisch Spišsko-šarišské medzihorie). Durch Jakubovany fließt der Jakuboviansky potok im Einzugsgebiet der Torysa. Seit 1995 liegt nahe dem Dorf ein kleiner Stausee. Das Ortszentrum befindet sich auf einer Höhe von 422 m n.m. und ist fünfeinhalb Kilometer von Sabinov entfernt.
Nachbargemeinden sind Šarišské Sokolovce im Norden und Osten, Uzovce und Šarišské Michaľany im Süden, Sabinov im Südwesten und Westen sowie Drienica im Nordwesten.

## Geschichte
Der Ort entstand im 13. Jahrhundert als Teil des Nachbarortes Šarišské Sokolovce und erhielt seinen Namen nach dem Gründer, dem Edelmann Jakob Poliak. Die erste schriftliche Erwähnung (als terra Jacobi) stammt aus dem Jahr 1314, als das Geschlecht Thököly den Besitz durch einen Schenkungsakt bekam. Im 16. Jahrhundert erhielt die Stadt Sabinov (deutsch Zeben) eine Hälfte des Ortes, somit ist die Geschichte bis zur Abschaffung der Leibeigenschaft im Jahr 1848 eng mit dieser Stadt verbunden. Im 18. Jahrhundert kam ein Teil der Güter an das Geschlecht Péchy. 1828 zählte man 70 Häuser und 535 Einwohner, deren Haupteinnahmequellen Landwirtschaft und Obstbau (insbesondere Kirschanbau) waren.
Bis 1918 gehörte der im Komitat Scharosch liegende Ort zum Königreich Ungarn und kam danach zur Tschechoslowakei beziehungsweise heute Slowakei.

## Bevölkerung
| Jahr                | 1994 | 2004    | 2014    | 2024    |
| ------------------- | ---- | ------- | ------- | ------- |
| Anzahl der Personen | 860  | 928     | 954     | 959     |
| Unterschied         |      | +7,90 % | +2,80 % | +0,52 % |

| Jahr                | 2023 | 2024    |
| ------------------- | ---- | ------- |
| Anzahl der Personen | 960  | 959     |
| Unterschied         |      | −0,10 % |

Nach der Volkszählung 2011 wohnten in Jakubovany 930 Einwohner, davon 901 Slowaken, drei Polen, zwei Tschechen sowie jeweils ein Deutscher, Rom und Russine. 21 Einwohner machten keine Angabe zur Ethnie.
846 Einwohner bekannten sich zur römisch-katholischen Kirche, 28 Einwohner zur griechisch-katholischen Kirche, 18 Einwohner zur Evangelischen Kirche A. B., acht Einwohner zu den Zeugen Jehovas und fünf Einwohner zur orthodoxen Kirche. Zwei Einwohner waren konfessionslos und bei 25 Einwohnern wurde die Konfession nicht ermittelt.

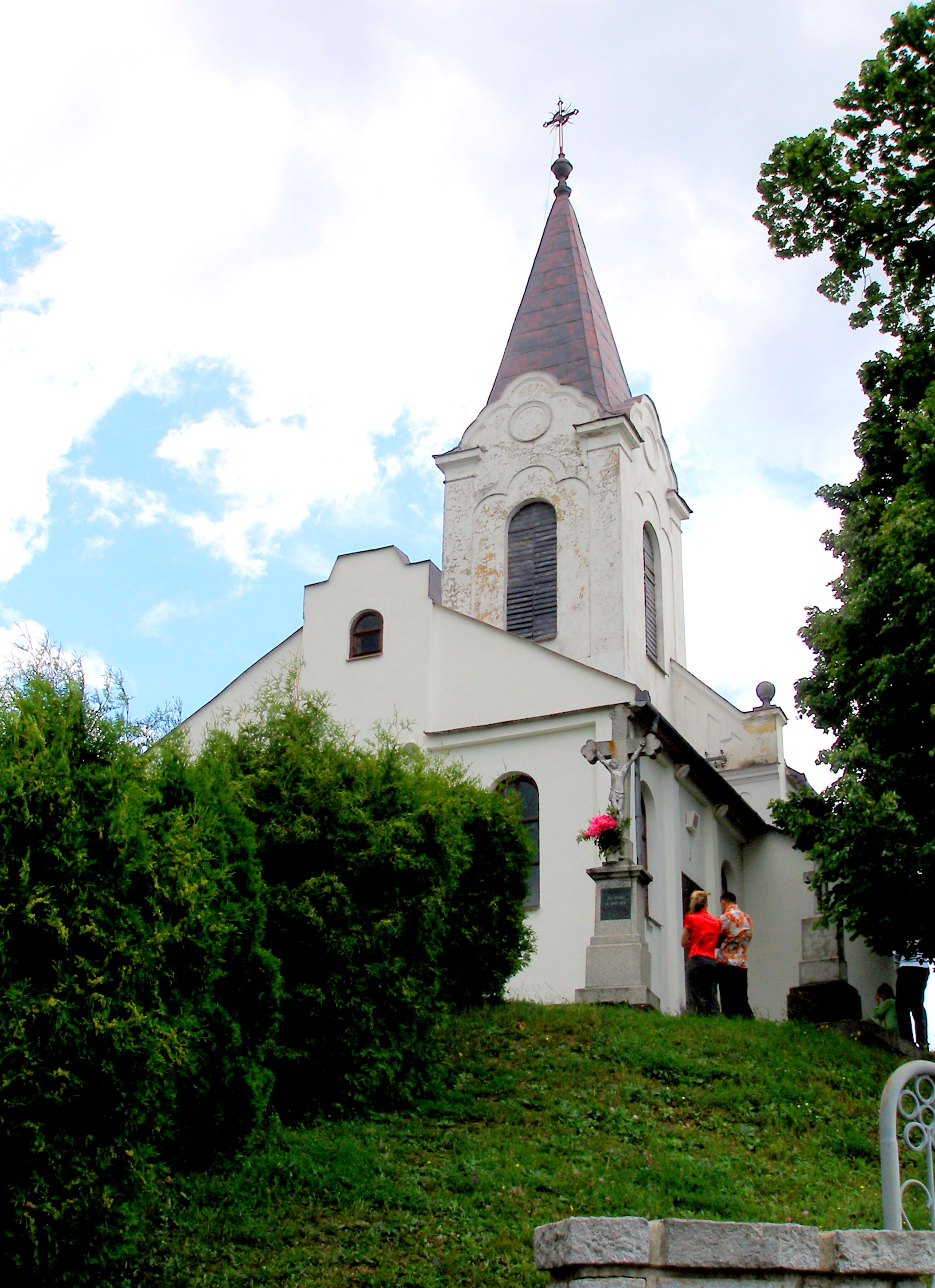
Lorenzkirche

## Bauwerke und Denkmäler
- römisch-katholische Lorenzkirche aus dem 13. Jahrhundert, heute überwiegend im Barockstil, teilweise Sezessionsstil gestaltet